# Le Vicel
Le Vicel település Franciaországban, Manche megyében. Lakosainak száma 119 fő (2022. január 1.). Le Vicel Valcanville, Anneville-en-Saire, La Pernelle és Le Vast községekkel határos.

## Népesség
A település népességének változása:
| Lakosok száma | 121  | 113  | 104  | 141  | 139  | 126  | 121  | 119  | 118  | 119  |
|               | 1968 | 1982 | 1990 | 2006 | 2013 | 2015 | 2017 | 2019 | 2020 | 2022 |